# Международни санкции срещу Русия

## Санкции
След атаката над Украйна през 2022 г. над  Руската федерация са наложени различни санкции от повечето Западни държави. Те допълват санкциите, наложени над нея след окупацията на Крим и анексията на ДНР и ЛНР (2014).   Тези санкции имат дисциплинираш ефект. Те са наказание за нарушаването на човешките права от страна на Русия,   за хибридните ѝ атаки.   Освен това те целят отслабване на икономиката ѝ, с цел да я принудят да спре да воюва. 

## Обхват на санкциите

### Финансови санкции срещу Русия
От началото на масивното нашествие на Русия в Украйна на 24 февруари 2022 г. ЕС налага мащабни и безпрецедентни санкции срещу Русия. Те допълват мерките, които вече бяха наложени на Русия от 2014 г. насам след анексирането на Крим и неизпълнението на Минските споразумения.Санкциите се състоят от забрани за пътуване на физически лица, замразяване на активи на физически лица и образувания и забрана за предоставяне на финансови средства или икономически ресурси на включените в списъците. Сред хората или институциите на които са наложени санкции са: ФСБ (приемника на КГБ) съдии, прокурори и членове на съдебната власт, замесени в смъртта на Навални  и в делата срещу Владимир Кара-Мурза, Олег Орлов и Александра Скочиленко; хора приближени до Путин (например Алина Кабаева  Катерина Тихонова и Марина ВоронцоваСергей ЛавровМария Лвова-Белова, Роман Абрамович  и др.). Някои приближени на Путин, като неговата кръщелница Ксения Собчак продават имоти и търсят чуждо гражданство, за да избегнат санкцииНаложени са санкции и срещу руски криптовалутни портфейли, сметки или доверително съхранение, счетоводство, одит, деловодство и данъчни консултации, архитектурни и инженерни услуги.Санкции търпят и някои големи руски банкиПрез юни 2022 г. е приет пореден пакет санкции, който забранява закупуването, вноса или трансфера на суров нефт и някои нефтени продукти по море от Русия в ЕС.Само за година са приети четиринадесет "пакета" със санкции. Те са на обща стойност четиредесет и осем милиарда долара. LВъпреки това общественици и полrтици критикуват ЕС , защото все още има много руски компании, които продават оръжие или горива и не са под санкции
Европейският парламент провежда символично гласуване с искане за пълна забрана на целия внос на руска енергия в ЕС. Въпреки че предложението не е обвързващо, председателят на парламента Роберта Мецола го определя като „много важен момент“, който изпраща „най-силните послания“ към Украйна относно степента на подкрепа от ЕС. Депутатите, в т.ч. всички български евродепутати, взели участие във вота  гласуват с 513 „за“, 22 „против“ и 19 „въздържали се“ за „незабавна“ забрана на руските въглища, газ, петрол и ядрено гориво. Резолюцията на Европейския парламент изисква също засилени доставки на оръжие за Украйна, откликвайки на многократните призиви на Украйна към Европа. Евродепутатите настояват също лидерите на ЕС да изключат Русия от Г-20 и други многостранни организации, като Интерпол, Световната търговска организация, ЮНЕСКО и други.На 16.11.2023 година Русия е изхвърлена от Изпълнителния съвет на ЮНЕСКО).В същия ден се провеждат и дискусии между посланици на 27-те страни от ЕС относно приемането на предложението на Европейската комисия за санкциониране на руските въглища, наред с други търговски меркиВ София се провежда поредно многохилядно мирно шествие срещу войната и в подкрепа на Украйна, чийто основен лозунг е “Не сме неутрални!(един от честите доводи на руското правителство е, че щом Украйна иска да се присъедини към НАТО значи тя не е неутрална държава, а вражеска.)
Стотици руски компании са подложени на санкцииСамо десет дни след пълномащабната си инвазия в Украйна Русия изпреварва Иран и Северна Корея като най-санкционирана нация в света, съобщава Блумбърг, като се позовава на Castellum.ai – глобална база данни за мониторинг на санкции. Общият брой на санкциите, наложени на Русия към 7 март, надхвърля 5500На 7 април Конгресът на САЩ гласува за отнемането на търговския статут на Русия за „най-облагодетелствана нация“, което отваря вратата за въвеждането на неблагоприятни тарифи за Москваи приема поредна мярка в изява на усилията на цялото правителство на САЩ за икономическа изолация и санкциониране на Кремъл заради войната в Украйна. Със 100:0 гласа Сенатът приема законопроект за забрана на вноса на петрол и газ от Русия, който след това е одобрен и от Камарата на представителите с 413:9 гласа, преди да бъде подписан и утвърден от президента на САЩ Джо Байдън. Законопроектът забранява вноса на петрол, газ, въглища и други енергийни продукти от Русия и идва в отговор на изпълнителната заповед за налагане на същите санкции, подписана от Байдън през март. Кодифицирането на заповедта на Байдън в закон прави много по-трудно отменянето му от следващия президент на страната Впоследствие САЩ налагат нови санкции, които включват ограничения върху 70 руски предприятия, свързани с отбраната, включително „Ростех“ - държавна корпорация, „смятана за крайъгълен камък на руския отбранителен, промишлен, технологичен и производствен сектор“, информира Държавният департаментСъщо така  страните от Г-7, забраняват вноса и на руско златоМеждувременно украинското правителство настоява за по-тежки санкции за Русия и повече тежко оръжие за Украйна

### Лустрационни санкции в спорта, науката и културата
Постепенно санкциите се пренасят в спорта,науката и културатаРед международни спортни организации като МОК ФИФА, УЕФА и ФИДЕ изключват Русия от своите организации или пък замразяват членството ѝ. По подобен начин постъпват и големи научни организации като ЦЕРН и културни организации като ЮНЕСКО. Европейската космическа агенция (ECA) преустановява съвместната си мисия с Русия ExoMars за кацане на марсоход и търсене на признаци на живот на Марс, която по план е трябвало да стартира през септември с помощта на руска ракета-носител и спускаем апарат.

## Международен наказателен съд
На 03.03.2022 в отговор на призива на 39 държави главният прокурор на Международния наказателен съд (МНС) Карим Хан съобщава, че вече се събират доказателства срещу Русия за предполагаеми военни престъпления, престъпления срещу човечеството и геноцид Разследването ще обхване периода от 2013 г. до момента. Съдът няма собствена полиция и разчита на междудържавно сътрудничество за осъществяването на арести. Наказанията, наложени от МНС, могат да включват лишаване от свобода и глоби. Все пак МНС издава международна заповед за арест на Владимир Пути, което го превръща в персона нон грата в демократичните страни. Въпреки това много държави не признават решенията на МНС (сред тях е и Руската федерация) така че Путин не е в абсолютна изолация. Международният наказателен съд издава и заповед за арест на Мария Лвова-Белова,комисар по правата на децата при президента на Руската Федерация Западните политици считат, че тя е пряко отговорна за отвличането на десетки хиляди (а може би и стотици хиляди) украински деца.

## Контрасанкции от страна на Русия
Русия предприема ответни действия. Тя оказва натиск върху чрез спирането на газовите и нефтените потоци. Това обаче има обратен ефект и огромна част от европейските държави се отказват от руския газ. Все пак поради зависимостта на някои държави от руски газ ЕС не проявява единност. Някои държави като България търсят възможности да закупуват руски газ, който е минал през прекупвач и вече не се счита де юре за руски.  Други държави като Унгария и Сърбия директно отказват да се съобразяват със санкциите.  Русия получава и финасова подкрепа от авторитарни режими като Китай, Иран, Беларус и Северна Корея. Също така Русия конфискува капиталите на някои от големите компании в нея. На 1 март 2022 година Роскомнадзор изпраща уведомление от Генералната прокуратура на Русия, чрез което отправя предупреждение, че ще блокира Уикипедия заради статията „Вторжение России на Украину (2022)“, създадена на 24 февруари. Уикипедия на руски език публикува в своя профил в Туитър екранна снимка на уведомлението.